# Zastava Missourija
Zastava Missourija je službena zastava američke savezne države Missouri. Dizajnirala ju je Marie Elizabeth Watkins Oliver, žena američkog senatora R.B. Olivera. Službeno je prihvaćena 22. ožujka 1913. te je do danas ostala nepromijenjena.
Zastava se sastoji od tri vodoravne pruge crvene, bijele i plave boje. Te boje predstavljaju hrabrost, čistoću, budnost i pravdu. Također, te boje su i odraz povijesti Missourija koji je bio francuska kolonija.
U središtu zastave, odnosno na bijeloj pruzi se nalazi državni grb oko kojeg su 24 zvijezde koje simboliziraju Missouri kao 24. američku saveznu državu. Kada bi se državni grb maknuo sa zastave ona bi bila identična nizozemskoj zastavi. Ta sličnost je slučajna te ne odražava povijesne odnose između Missourija i Nizozemske.
Prema istraživanju koje je 2001. provelo Sjevernoameričko veksilološko društvo, zastava Missourija smatra se 48. najboljom dizajniranom zastavom u konkurenciji 72 zastave američkih saveznih država i teritorija te kanadskih provincija.

## Vanjske poveznice
- Objašnjenje značenja državne zastave  Arhivirana inačica izvorne stranice od 15. lipnja 2008. (Wayback Machine)